# 1000 تسجيل لتسمعها قبل موتك
1000 تسجيل لتسمعها قبل موتك (بالإنجليزية: 1,000 Recordings to Hear Before You Die)‏ كتاب مرجعي كتبه توم مون ونشر سنة 2008.
يضم الكتاب قائمة من التسجيلات أغلبها ألبومات (مع بعض الأغاني المنفردة) مرتبة أبجديا وفق الفنان أو الملحن. كل مدخل في القائمة مرفوق بتقرير قصير تليه تصنيفات النوع الموسيقي، اختيارات مون للأغاني المميزة في الألبوم، ثم التسجيل التالي المقترح من نفس الفنان أو الملحن، وأخيرا الإشارة لبعض تسجيلات فنانين آخرين في القائمة تشبه التسجيل أو بها علاقة به.
كان مون ناقدا موسيقيا لجريدة 'The Philadelphia Inquirer' لمدة 20 سنة وساهم في رولينغ ستون و'Blender' وجرائد أخرى.

## الأنواع الموسيقية
تسيطر تسجيلات موسيقى الروك على القائمة، وتحتوي هذه الأخيرة أيضا على موسيقى كلاسيكية، جاز، بلوز، موسيقى تقليدية، موسيقى ريفية، ريذم أند بلوز، إلكترونيكا، هيب هوب، غوسبل، أوبرا، مسرحيات موسيقية، بوب، وموسيقى العالم.

## وصلات خارجية
- 1000 تسجيل لتسمعها قبل موتك على موقع ميوزك برينز (الإنجليزية)

- الموقع الرسمي (لا يحتوي على القائمة الكاملة)
- نسخة قديمة من الموقع الرسمي (يحتوي على القائمة الكاملة)
- From Bach To Bad Brains: 1,000 Recordings To Hear Before You Die. NPR.
- Before you die, listen to this critic's 'grand' plan. Nashville City Paper
- 1,000 albums to hear before you die. Toronto Star